# Hocus Pocus
Hocus Pocus ist ein US-amerikanischer Fantasyfilm aus dem Jahr 1993. Die drei Sanderson-Schwestern sind Hexen; von ihnen handelt der Film. Sie werden gespielt von Bette Midler, Sarah Jessica Parker und Kathy Najimy. In Deutschland lief die Fantasy-Komödie auch unter dem Titel Hocus Pocus – Drei zauberhafte Hexen.

## Handlung
Die drei Sanderson-Schwestern Winifred, Sarah und Mary leben im Jahre 1693 in einem Wald nahe Salem in einem typischen Hexenhaus. Als sie die Schwester von Thackery Binx entführen, um ihr die Lebenskraft auszusaugen und somit unsterblich zu werden, stellt sich ihnen Thackery in den Weg. Er muss mit ansehen, wie sie seiner Schwester die Lebenskraft aussaugen. Außerdem verflucht Winifred ihn, sodass er zum ewigen Leben als schwarze Katze verdammt ist. Die drei Hexen werden von den Bewohnern Salems gefangen genommen und sollen gehängt werden. Doch kurz vor ihrer Hinrichtung spricht Winifred einen Fluch aus: Wenn eine jungfräuliche Kreatur die schwarzflammige Kerze an Halloween entzündet, werden die drei Hexen auf die Erde zurückkehren.
300 Jahre später, im Jahre 1993, gehen Max Dennison, seine Schwester Dani und sein Schwarm Alison zum ehemaligen Haus der Sanderson-Schwestern. Als Max die schwarzflammige Kerze entzündet, kehren die drei Hexen zurück.
Bevor diese ihnen schaden können, schaffen sie es zu fliehen, wobei Max auf Drängen von Thackery Binx das Zauberbuch von Winifred mitnimmt. Doch die Hexen nehmen die Verfolgung auf. Sie verstecken sich auf einem Friedhof, da Hexen keinen Fuß auf geweihten Boden setzen dürfen. Winifred erweckt ihren ehemaligen Freund Billy Butcherson, dem sie den Mund zugenäht hat, weil er sie mit Sarah betrogen hatte, zum Leben, damit er Winifred das Buch zurückbringt. Als sich Max und Alison in Sicherheit wiegen, öffnen sie das Zauberbuch und geben den Hexen, die sich schon von ihrem Leben verabschieden, so einen Hinweis, wo sie und das Buch sich befinden. Die Hexen reißen das Buch wieder an sich und entführen Max’ Schwester Dani. Außerdem lockt Sarah durch ihren Gesang alle Kinder der Stadt zu ihrem Haus. Auch Max und Alison machen sich auf den Weg, um Dani zu retten. Dort angekommen, schafft es Max die Hexen zu überlisten und kann so Dani befreien. Außerdem verschüttet er ihren Zaubertrank. Die Hexen lassen sich das nicht gefallen und stürmen hinterher, um ihnen das Leben auszusaugen, obwohl der Zaubertrank nur noch für ein „Opfer“ reicht. Aber den Hexen läuft die Zeit davon, da der Tag schon fast anbricht und sie nur diese eine Halloweennacht haben. Wenn es ihnen nicht gelingt Kindern das Leben auszusaugen, sind sie für immer verloren.
Max, Dani und Alison fliehen auf einen Friedhof und treffen da auf Billy, der, wie sich später herausstellt, auf ihrer Seite ist. Obwohl Winifred Dani das Leben aussaugen will, trinkt Max den letzten Zaubertrank, um sich für seine Schwester zu opfern. Im Kampf gelingt es ihm Winifred vom Besen zu schubsen, sodass sie auf dem Friedhof steht. Doch bevor sie Max töten kann, erstarrt sie zu Stein, da eine Hexe geweihten Boden nicht betreten darf. Der Tag bricht an, Sarah und Mary verpuffen zu Staub und Winifreds Statue explodiert.
Die Hexen sind für immer vernichtet. Da die Hexen tot sind, stirbt auch Thackery Binx, da Winifreds Zauber nicht mehr wirkt.
Zum Schluss legt sich Billy zurück in sein Grab und der nun menschliche Geist von Thackery Binx wird sehnsüchtig von seiner Schwester erwartet, mit der er freudestrahlend mitgeht. Der Film endet mit dem sich schließenden Friedhofstor und ein letzter rollender Blick des Zauberbuches.

## Budget und Einspielergebnis
Bei einem Budget von 28 Millionen US-Dollar spielte der Film 39,5 Millionen US-Dollar an den Kinokassen ein.

## Veröffentlichung in Deutschland
Im deutschsprachigen Raum lief Hocus Pocus im Kino nach der Erstaufführung am 6. Januar 1994 in einer um drei Minuten geschnittenen Fassung (93 statt 96 Minuten Lauflänge). Walt Disney Pictures wollte den Film mit einer FSK-6-Fassung für Kinder, die das wesentliche Zielpublikum darstellten, zugänglich machen. Auf VHS sowie in allen TV-Ausstrahlungen war der Film dann ungeschnitten zu sehen, auch bei den Ausstrahlungen im Nachmittagsprogramm, hauptsächlich auf ProSieben. 1999 wurde Hocus Pocus erstmals von Warner Bros. auf DVD aufgelegt. 2003 erschien dann eine technisch und inhaltlich identische Neuauflage von Buena Vista.

## Synchronisation

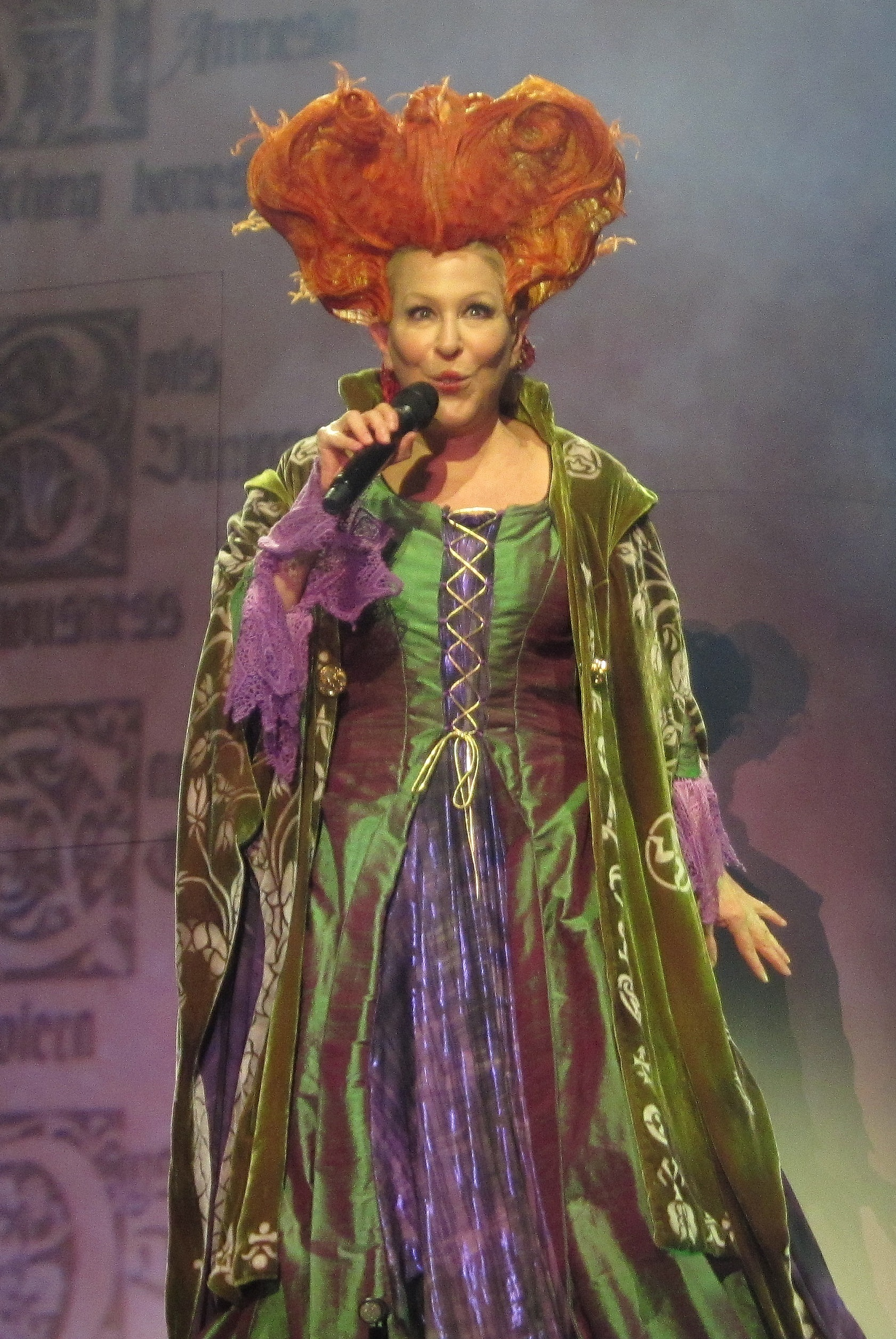
Bette Midler als „Winifred Sanderson“ während ihrer Divine Intervention-Tour (2015)

Die Synchronisation erfolgte bei der Neue Tonfilm München unter der Dialogregie und nach einem Synchronbuch von Andreas Pollak.
| Figur                    | Darsteller           | Deutscher Sprecher       |
| ------------------------ | -------------------- | ------------------------ |
| Winifred Sanderson       | Bette Midler         | Rita Engelmann           |
| Sarah Sanderson          | Sarah Jessica Parker | Elisabeth Günther        |
| Mary Sanderson           | Kathy Najimy         | Katharina Lopinski       |
| Stimme von Thackery Binx | Jason Marsden        | Hubertus von Lerchenfeld |
| Thackery Binx (Junge)    | Sean Murray          | Hubertus von Lerchenfeld |
| Max Dennison             | Omri Katz            | Manou Lubowski           |
| Dani Dennison            | Thora Birch          | Maren Rainer             |
| Alison                   | Vinessa Shaw         | Solveig Duda             |
| Billy Butcherson         | Doug Jones           | Arnim André              |
| Jenny Dennison           | Stephanie Faracy     | Philine Peters-Arnolds   |

## Kritiken
„Ein teuer ausstaffierter fauler Zauber.“

„Abrakadabra: ein schriller Hexenspaß.“

„Ein mitunter turbulenter Teenager-Grusel, handwerklich solide, aber ohne erkennbares eigenes Profil inszeniert. Für jüngere Kinder wegen des hohen Tempos und der „echten“ Gruseleffekte nicht geeignet.“

## Auszeichnungen (Auswahl)
1994 war der Film in fünf Kategorien für den Saturn Award nominiert und konnte den Preis in der Kategorie Beste Kostüme gewinnen. Thora Birch wurde mit einem Young Artist Award ausgezeichnet.